# Hypolepis rufobarbata
Hypolepis rufobarbata là một loài dương xỉ trong họ Dennstaedtiaceae. Loài này được Wakef. mô tả khoa học đầu tiên năm 1956.
Danh pháp khoa học của loài này chưa được làm sáng tỏ. 